# Palestine-Israel Journal
O Palestine-Israel Journal é uma revista científica trimestral independente, sem fins lucrativos, com sede em Jerusalém, que tem por objetivo analisar as questões complexas que dividem israelenses e palestinos. Em 2006 a revista foi candidata ao Prêmio UNESCO - Madanjeet Singh e reconhecido com uma menção honrosa pela “sua notável contribuição para esta grande causa”. Em 5 de maio de 2012, os co-editores Hillel Schenker e Ziad Abuzayyad receberam o Prêmio de Contribuição Extraordinária para a Paz no oitavo International Media Awars.

## A revista
Metade de cada edição é dedicada a explorar um tema importante na agenda conjunta israelense - palestina, enquanto a outra metade contém departamentos regulares relacionados à Cultura, Economia, Resenhas de Livros, Documentos e Cronologia de Eventos. A Revista é uma joint venture que promove o diálogo e a busca por uma resolução pacífica do conflito israelo-palestino.

## História
Fundado no início de 1994 por Ziad AbuZayyad e pelo veterano jornalista israelense Victor Cygelman (1926–2007), ex-editor adjunto do jornal de paz israelense New Outlook. O Jornal foi criado, simultaneamente com as primeiras fases do acordo de paz de Oslo, como resposta a uma via de diálogo muito necessária entre a opinião e os decisores políticos da região.
Muitos proeminentes especialistas acadêmicos, figuras políticas, jornalistas e ativistas escreveram para o Journal. Entre eles estão o Prof. Shimon Peres, Shlomo Ben-Ami, Mohammed Dajani, Shlomo Gazit, Manuel Hassassian, Daniel Kurtzer, Johan Galtung, Salim Tamari, Moshe Amirav, Jimmy Carter, Kofi Annan e A.B. Yehoshua .
Quando Cygelman se aposentou, ele foi substituído pelo Prof. Daniel Bar-Tal, da Universidade de Tel Aviv, que atuou como coeditor israelense de 2001–2005. Em 2005, o veterano jornalista e comentarista israelense Hillel Schenker substituiu Bar-Tal como coeditor israelense do Journal .

## Concurso de Redação Juvenil Simcha Bahiri
Em 11 de agosto de 2009, o Jornal Palestina-Israel concedeu o primeiro Prêmio Simcha Bahiri de Ensaio Juvenil. O concurso foi aberto a escritores israelenses e palestinos com idades entre 17 e 24 anos sobre o tema "O dia após a guerra em Gaza: o que os jovens podem fazer para fortalecer a perspectiva de paz?". Os vencedores inaugurais do prêmio foram Maya Wind, de 19 anos, por seu ensaio, "Precisamos de um Fórum de Dúvidas Israelo-Palestina" e Khadrah Jean JaserAbuZant, também de 19 anos, por seu ensaio, "Precisamos de Cura, Engajamento e Reconciliação". As redações podem ser acessadas no site do PIJ .